# Eva Bäckman
Eva Bäckman är en svensk skådespelare.

## Filmografi
- 1999 – Skilda världar (TV-serie)
- 1999 – Hälsoresan – En smal film av stor vikt
- 2002 – Klassfesten
- 2005 – Styckmordet

### Fotnoter
1. ↑  ”Eva Bäckman”. Svensk Filmdatabas. http://www.sfi.se/sv/svensk-filmdatabas/Item/?type=PERSON&itemid=315098&ref=%2ftemplates%2fSwedishFilmSearchResult.aspx%3fid%3d1225%26epslanguage%3dsv%26searchword%3dEva+B%C3%A4ckman%26type%3dPerson%26match%3dBegin%26page%3d1%26prom%3dFalse. Läst 18 februari 2013.